# Sofia - født 1901
|  | Denne artikel er oprettet af botten Steenthbot ud fra en ekstern database. Den kan derfor have sproglige fejl eller mangler. Denne skabelon kan fjernes efter kontrol af indholdet. |

Sofia - født 1901 er en dansk kortfilm fra 2000 instrueret af Anders Sørensen efter eget manuskript.

## Handling
Den danske tegnefilminstruktør Anders Sørensen, der med sin charmerende streg tidligere har fortalt musikkens, kartoflens, arbejderbevægelsens - ja hele verdens historie - på få minutter, fortæller her Europas historie i det 20. århundrede, som den spejler sig i et enkelt menneskes omtumlede tilværelse. Nytårsmorgen 1901 bliver en nyfødt pige fundet på en kirkegård i Polen. I en strøm af erindringsbilleder følger filmen pigens ukuelige kamp for at overleve, og Sofia prøver det hele: voldtægt, kærlighed, fattigdom, kvindeundertrykkelse, revolution, krig, koncentrationslejr med mere. Alt sammen uden at man mister forbindelsen til det virkelige. Dette liv var en reel mulighed i vores verdensdel i 1900-tallet.